# Mácron
Um mácron ou macro (do grego μακρός, makros, "grande") é um sinal diacrítico ( ¯ ) colocado sobre uma vogal originalmente para indicar que esta vogal é longa. Seu oposto é uma braquia ( ˘ ), usado para indicar uma vogal curta. Estas distinções são geralmente fonêmicas.

## Usos
Nas transliterações modernas do inglês antigo, o mácron é usado dessa forma.
No letão, Ā, Ē, Ī e Ū são consideradas letras separadas e que são posicionadas no alfabeto imediatamente após A, E, I e U, respectivamente. Por exemplo, baznīca vem antes de bārda nos dicionários letões.
No pinyin, os mácrons são usados sobre a, e, i, o, u, ü (ā, ē, ī, ō, ū, ǖ) para indicar o primeiro tom do chinês mandarim. Nunca indica se é uma vogal longa.
No alfabeto fonético internacional, o mácron indica um tom de nível médio.
No havaiano, onde é conhecido como kahakō, o mácron é usado para indicar vogais longas, o que por sua vez é uma influência da colocação de acento tônico nas palavras.
Em maori o mácron indica uma vogal longa, que muda o significado e o lugar da sílaba tônica. Inscrições antigas em maori não distinguem vogais longas. Alguns estudiosos têm defendido que vogais duplas podem ser escritas para indicar uma vogal longa (por exemplo, maaori). De qualquer forma, a Comissão da Língua Maori (Te Taura Whiri o te Reo Māori) defende que o mácron deve ser usado para indicar vogais longas. De fato, o uso do mácron está muito difundido na atual escrita maori, embora algumas pessoas recorram ao trema em seu lugar (Mäori no lugar de Māori), quando o mácron não está disponível. A palavra maori para mácron é pōtae, "chapéu".
O mácron é usado também em muitos dicionários e compêndios para indicar as vogais longas nas línguas que não utilizam esse diacrítico no uso cotidiano; por exemplo, é usado na transcrição Hepburn do japonês para indicar uma vogal longa, como em kōtsū (交通), "trânsito", "tráfego", em oposição a kotsu (骨), "osso". A transcrição local japonesa kana de 交通, no entanto, é こうつう, que, caractere por caractere, é transliterado como koutsuu. Embora não sendo padrão, este último sistema é o mais comumente visto na internet, não marcando o comprimento da vogal.
O mácron é frequentemente usado nos dicionários modernos de latim para indicar uma vogal longa, juntamente com a braquia para indicar uma vogal curta.
Em alguns estilos manuscritos do alemão, o mácron é utilizado para distinguir o "u" do "n".
Nas revistas em quadrinhos francesas, que são escritas todas com letras maiúsculas, o mácron substitui o acento circunflexo.
No russo manuscrito, o mácron é muitas vezes usado sobre o "м" minúsculo para distingui-lo do "ш". A letra "m" minúscula russa manuscrita (que é a minúscula para "T", não para "M"), assim, parece-se com o "m" do português minúsculo com um mácron. Alguns também utilizam o mácron sob a letra "ш".
Em estilos de escrever à mão antigos, como o alemão kurrent, o mácron sobre um "m" ou "n" significava que a letra era dupla. Isto continuou nos impressos ingleses do século XVI. Sobre o "u" no fim de uma palavra, o mácron significava "um", uma forma de abreviação dos escribas medievais.